# Tommy Gwaltney
Tommy Gwaltney (auch Tom Gwaltney, * 28. Februar 1921 in Norfolk (Virginia) als Thomas O. Gwaltney; † 11. Februar 2003 in Virginia Beach) war ein US-amerikanischer Musiker (Saxophon, Klarinette, Vibraphon, Xylophon) des Dixieland und Mainstream Jazz, der auch als Clubbesitzer und als Organisator von Jazzfestivals in Virginia wirkte.

## Leben und Wirken
Gwaltney hatte bei Ernie Caceres und Peanuts Hucko Unterricht und spielte dann als Klarinettist in Collegebands; Anfang der 1940er Jahre während seines Militärdienstes war er in einer Army-Band aktiv. Nach einer Kriegsverletzung an der Lunge wechselte er zeitweise zum Vibraphon. Nach Kriegsende studierte er an der New York University und spielte in einem Ensemble von Charlie Byrd und Sol Yaged (1946/47). Zwischen 1951 und 1955 trat er nur selten auf und kümmerte sich vorrangig um das Familienunternehmen in Norfolk. 1955–57 spielte er bei Bobby Hackett, an dessen Album Gotham Jazz Scene er 1957 mitwirkte. 1958/59 war er bei Wild Bill Davison und Billy Butterfield.

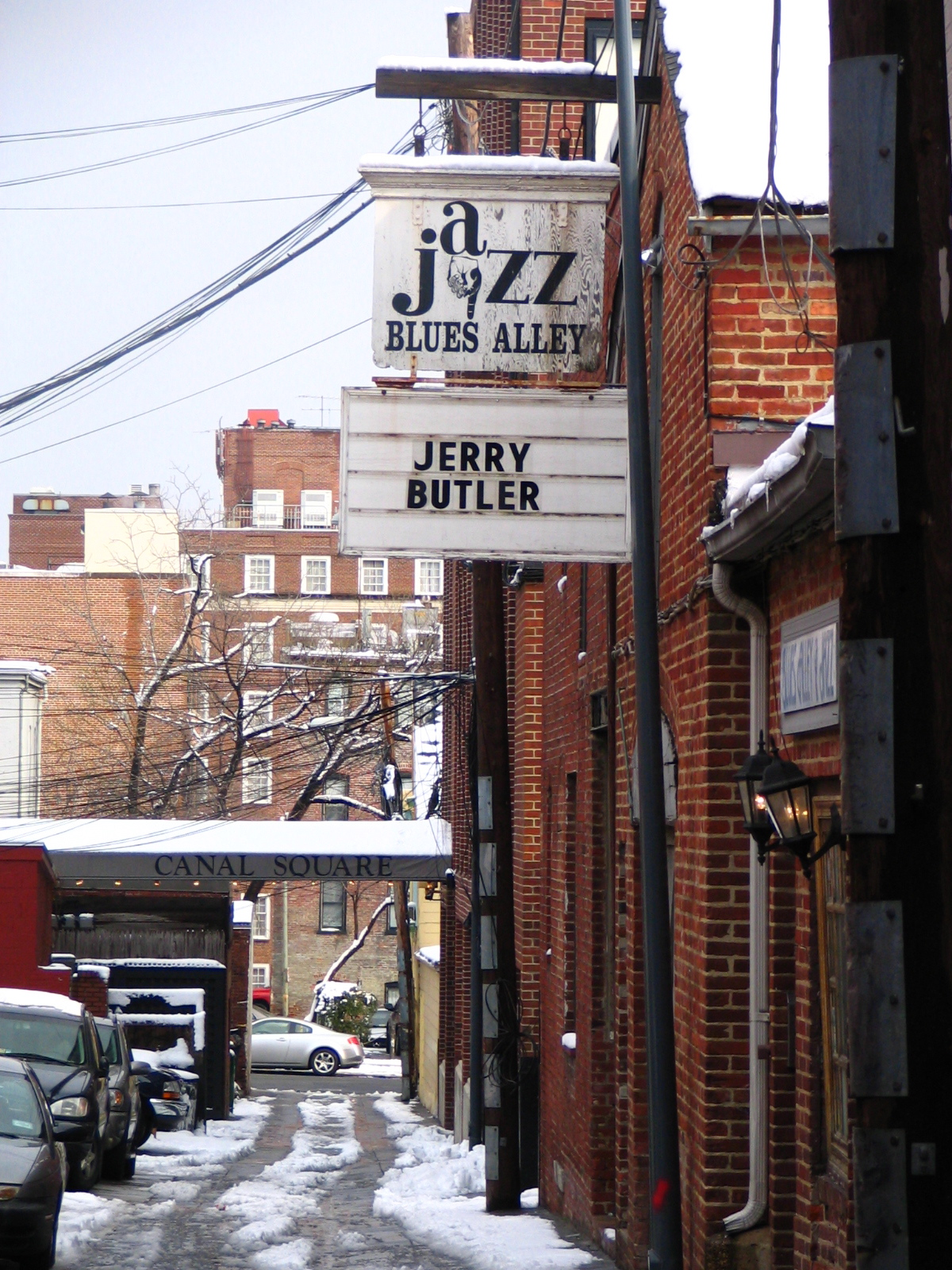
Der Jazzclub Blues Alley, Eingang von der Straße

1960 legte er bei Riverside Records ein Album unter eigenem Namen vor, an dem u. a. Buck Clayton mitwirkte und spielte als Mitglied der Buck Clayton All Stars auf Nancy Harrows Album Wild Women Don’t Have the Blues mit. Um 1960 leitete er in Norfolk und Washington D.C. eigene Formationen; von 1959 bis 1965 promotete er mehrmals das Virginia Beach Jazz Festival. Anfang der 1960er Jahre spielte er bei Charlie Byrd (Latin Byrd), um 1965 in seine Heimatstadt zurückzukehren und ein Trio mit John Eaton zu leiten. Im selben Jahr eröffnete er in Washington, D.C. den Jazzclub Blues Alley, wo er auch mit eigenen Gruppen auftrat, in denen u. a. der Gitarrist Steve Jordan spielte. 1969 verkaufte er den Club wieder.
Gwaltney war in den 1960/70er Jahren Organisator des Manassas Jazz Festival, wo er in Bands mit Davison, Ed Polcer, Willie The Lion Smith, Eddie Condon, Doc Evans, Bobby Hackett, Vic Dickenson, Maxine Sullivan und Jimmy McPartland konzertierte. In den 1980er Jahren wurde wieder die Klarinette sein Hauptinstrument. 1986 nahm er ein Tributalbum für Pee Wee Russell auf und gab in der Smithsonian Institution ein Konzert zu Ehren von Jimmie Noone. Ab 1992 spielte er in der Chesapeake Bay Jazz Band.

## Diskographische Hinweise
- Tommy Gwaltrey’s Kansas City Nine: Goin’ to Kansas City (Riverside, 1960) mit Buck Clayton, Tommy Newsom, Dickie Wells, Charlie Byrd, John Bunch, Whitey Mitchell, Buddy Schutz
- Great Jazz (Laurel Records, 1963)
- Clancy Hayes & Tommy Gwaltney: The Blues Alley Cats (1972)
- Singin’ the Blues (1975) mit Bill Allred[1]

## Lexikalischer Eintrag
- Richard Cook, Brian Morton: The Penguin Guide to Jazz on CD. 6. Auflage. Penguin, London 2002, ISBN 0-14-051521-6.
- Leonard Feather, Ira Gitler: The Biographical Encyclopedia of Jazz. Oxford University Press, New York 1999, ISBN 0-19-532000-X.